# Halsten
Halsten soll laut Adam von Bremen, der ihn nur in einer Randbemerkung nennt, für eine kurze Zeit nach dem Jahr 1066 König von Schweden gewesen sein. Mit ihm kam ein neues Geschlecht an die Regierung.
Halsten war ein Sohn von Stenkil Ragnvaldsson und dessen Frau, einer Tochter von Emund dem Alten. Er war Vater der beiden Könige Philipp und Inge II. dem Jüngeren.
Möglicherweise regierte Halsten bis etwa 1068 zusammen mit seinem Bruder Inge I. in Schweden. Halstens Todesjahr ist sehr unsicher, es kann schon 1070 gewesen sein oder auch erst 1084. Laut einigen Quellen war Halstens Macht stark durch Inge I. beeinträchtigt. Dieser könnte auch, durch seinen übermäßigen Einsatz für das Christentum, die folgenden Thronstreitigkeiten der Jahre 1066 bis 1088 hervorgerufen haben. Das Heidentum war wieder auf dem Vormarsch, und Stenkil konnte nun nicht mehr dem Opfer in Gamla Uppsala vorstehen. Er musste innenpolitisch vorsichtig agieren, und so verhinderte er die Zerstörung des Tempels in Gamla Uppsala.